# Ilybius incarinatus
Ilybius incarinatus är en skalbaggsart som beskrevs av Zimmermann 1928. Ilybius incarinatus ingår i släktet Ilybius och familjen dykare. Inga underarter finns listade i Catalogue of Life.